# Khady Koita
Khady Koita (18 de octubre de 1959) es una activista senegalesa contra la violencia hacia las mujeres y la mutilación genital femenina . 

## Biografía
Koita nació en Senegal y fue criada por su abuela en la región de Thiès . Fue sometida a la mutilación genital a los siete años y fue obligada a casarse con su primo en su adolescencia. Explicó en una entrevista en Le Figaro que "[ella] no dijo nada porque [su] educación no permitió que [ella] dijera 'no'". Un año después, se vio obligada a emigrar a Francia y vivió con su prima durante dieciséis años. Dio a luz a su primer hijo a los dieciséis años. Dos años después, su esposo se casó con una segunda esposa contra el consentimiento de Khady. Logró huir con sus hijos  y se divorció en 1988. 
Desde 1996, Koita ha vivido en Bélgica. Cofundó el Grupo para la Abolición de la Mutilación Genital Femenina (GAMS) en Bélgica y se convirtió en la presidenta de La Palabre, una asociación que ayuda a las mujeres en Senegal. Es activista contra la mutilación genital femenina y defensora de los derechos de las mujeres. Desde 2002, ha sido presidenta de Euronet MGF (Red Europea para la Prevención y Erradicación de la Mutilación Genital Femenina).
Su libro en francés Mutilée ("Mutilado") fue publicado por Oh Editions en 2006.
En 2007, Koita fue galardonada en Bélgica con el premio Burgerschapsprijs Stichting.